# Rauisuchidae
I rauisuchidi (Rauisuchidae) sono una famiglia di arcosauri estinti, vissuti nel Triassico (tra 235 e 210 milioni di anni fa) e compresi in un gruppo più vasto noto come rauisuchi (Rauisuchia).

## Descrizione
Di grandi dimensioni (Fasolasuchus superava i dieci metri di lunghezza), questi animali costituivano i massimi predatori del Triassico, insieme ai consimili poposauridi (Poposauridae) e prestosuchidi (Prestosuchidae). La testa era massiccia e fornita di lunghi denti aguzzi e ricurvi, mentre il corpo lungo e basso era tenuto sollevato dal suolo tramite arti potenti.

## Classificazione
Vi è disaccordo tra i paleontologi riguardo a quali siano gli effettivi rappresentanti della famiglia, e alcuni studiosi ritengono addirittura che i rauisuchidi e i prestosuchidi possano rappresentare una singola famiglia.
Un'analisi cladistica condotta da J. Michael Parrish nel 1993 riguardante gli arcosauri crurotarsi stabilì che all'interno dei rauisuchidi fossero inclusi Rauisuchus (Carnico – Ladinico del Brasile), il gigantesco Fasolasuchus (tardo Norico dell'Argentina), il bizzarro Lotosaurus e il cosiddetto “rauisuchide di Kupferzell” (successivamente noto come Batrachotomus), ma secondo David Gower (2002) questo animale era un prestosuchide. Sembra quindi che, con l'eccezione di Lotosaurus, proveniente dalla Cina, questi animali fossero diffusi nel Gondwana. Altri resti ascritti a questa famiglia sembrano confermare questa ipotesi: Heptasuchus del Sudamerica e Tikisuchus dell'India. Secondo alcuni scienziati, tuttavia, Teratosaurus della Germania non sarebbe un poposauride ma un rauisuchide, così come Postosuchus del Nordamerica.